# Lagman

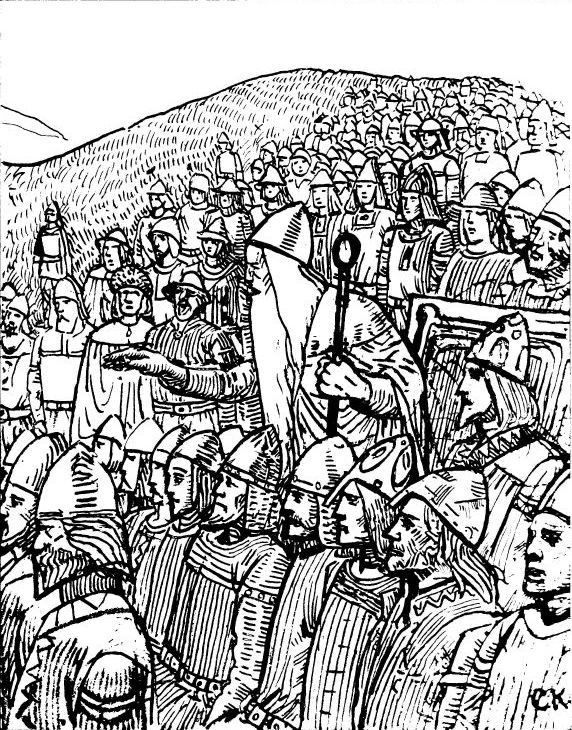
Torgny lagman vid Uppsala ting, av Christian Krohg.

Lagman är en nordisk ämbetsmannatitel som använts bland annat i Sverige, Norge, Island, Finland och Färöarna. I äldre tid var lagmannen vanligtvis den främste ämbetsmannen inom landskapet. En viktig uppgift var att  leda tinget, till exempel alltinget på Island. 
I modern tid är lagman en tjänstetitel inom domstolsväsendet i Sverige, Finland och Norge. På Färöarna är løgmaður titeln för regeringschefen allt sedan 1947 då öarna erhållit självstyre. I Danmark har titeln lagman aldrig använts för officiella ämbeten.  

## Modern betydelse i Sverige, Finland och Norge
Titeln lagman återinfördes i Sverige 1947 som tjänstetitel för ordförandena på hovrätternas och kammarrätternas olika avdelningar. Med tingsrättsreformen 1969 kom lagmännen vid hovrätterna och kammarrätterna att benämnas hovrättslagmän respektive kammarrättslagmän, medan ordförandena vid tingsrätterna och förvaltningsrätterna fick titeln lagmän. Med ordförande menas i praktiken att lagmannen är domstolens högste chef och därmed ytterst ansvarig för verksamheten.
I Finland är lagmannen sedan 1993 chefsdomare vid tingsrätten, vilket är den första instansen i det finska allmänna domstolsväsendet. 
I Norge är lagmannen (lagmann) en domare i lagmannsretten, vilket motsvarar svensk och finsk hovrätt.

## Historisk bakgrund
I den äldsta kända historiska tiden, innan landskapslagarna nedtecknades, var lagmannens (eller lagsagomannens, jfr isländskans lögsögumaður) roll bland annat att memorera och recitera lagarna vid alltinget, men också att förklara hur de skulle tillämpas konkret i uppkomna rättstvister, och att föreslå lagändringar. De kunde också ha stort inflytande över tingets övriga beslut. Tinget var tidigare en folkförsamling med inflytande över även andra gemensamma angelägenheter än lagstiftning och rättsskipning, exempelvis vid kungaval. Enligt landskapslagarna skulle vid kungaval landskapens, som benämndes lagsagor, olika lagmän och tolv män från varje lagsaga (landskap) resa till Mora sten och ta del av kungavalet där.
Lagmännen skall, envar från sin lagsaga, med samtycke av alla dem som är boende i lagsagan, utse tolv kloka och kunniga män och med dem på utsatt dag och tid komma till Mora ting för att välja konung. 
Det är svårt att av direkta källor avgöra hur stort inflytande lagmännen faktiskt hade; men i senare isländska skrifter hävdas att Torgny lagman år 1018 tvingade sveakonungen Olof Skötkonung till fred med Norge.
På Gotland kallades motsvarigheten till lagmannen (ordföranden på landstinget, eller på Gotland det så kallade Gutnaltinget, ett allting) istället landsdomare.
Under medeltiden blev tinget främst en rättslig instans. Det fanns ting för de olika landen eller lagsagorna, liksom för häradena. Landstingen och lagmanstingen leddes av lagsagornas lagmän, vilka var rikets främsta juridiska auktoriteter. På liknande sätt leddes häradstingen av häradshövdingen. Lagmännen behöll fram till Kalmarunionen ett visst inflytande över kungavalen.
Under slutet av 1200-talet blev lagmännen kungens förtroendemän och fick plats i rådet. Enligt Magnus Erikssons landslag utsåg kungen lagmännen bland tre av landstinget föreslagna den till lagman, som han "förstår allmogen nyttig vara". I praktiken valde kungarna och under unionstiden lagmännen utan landstingens påverkan. Lagmansposterna var eftertraktade och från Johan III:s tid bestämdes att endast adelsmän fick bli lagmän. I allmänhet var det främst riksråden som utsågs till lagmän, och dessa utsåg underlagmän eller lagläsare att sköta det praktiska arbetet. Från 1668 tillsattes lagmännen av hovrätten. Grevar var enligt sina privilegier fram till 1680 lagmän i sina grevskap. Samma år bestämdes att lagmännen själva måste sköta ämbetet och riksråd inte längre fick utses till posten. 1723 tilläts även ofrälse att inneha lagmansposten.
Förhållandena var likartade i övriga nordiska länder, även om de svenska lagmännen i allmänhet behöll ett starkare inflytande något längre. Så småningom blev lagmännen ingenting annat än en viss sorts juridiska ämbetsmän. I Sverige avskaffades titeln lagman 1849; på Färöarna avskaffades titeln redan 1816.
I Norge var lagmannen ordföranden i lagmansrätten, tills denna upphävdes 1797. 1888 återupplivades titeln i Sverige för ordföranden i de brottmålsdomstolar som då skapades. Genom den år 1942 antagna svenska rättegångsbalken återinfördes titeln och används som benämning på den domare som är chef för en domstol i första instans, d.v.s. landets tingsrätter och allmänna förvaltningsdomstolar (tidigare benämnda länsrätter). Titeln lagman anges uttryckligen i 1 kapitlet 2 § rättegångsbalken och det följer av samma paragraf att det är ett "skall-krav" att varje första-instansdomstol har en lagman.